# Alto Alegre (São Paulo)
Pour les articles homonymes, voir Alto Alegre.
Alto Alegre est une municipalité brésilienne de l'État de São Paulo et de la Microrégion de Birigüi.

## Démographie
| Évolution de la population (municipalité) | Évolution de la population (municipalité) | Évolution de la population (municipalité) | Évolution de la population (municipalité) |
| Année                                     | Population                                |                                           | %±                                        |
| ----------------------------------------- | ----------------------------------------- | ----------------------------------------- | ----------------------------------------- |
| 1960                                      | 10 304                                    |                                           | —                                         |
| 1970                                      | 7 473                                     |                                           | −27,5%                                    |
| 1980                                      | 6 080                                     |                                           | −18,6%                                    |
| 1991                                      | 4 787                                     |                                           | −21,3%                                    |
| 2000                                      | 4 261                                     |                                           | −11,0%                                    |
| 2010                                      | 4 102                                     |                                           | −3,7%                                     |
| 2022                                      | 3 841                                     |                                           | −6,4%                                     |
| ,                                         |                                           |                                           |                                           |